# 麥克馬斯特山
66°37′S 51°12′E / 66.617°S 51.200°E
麥克馬斯特山是南極洲的山峰，位於東部南極洲的恩德比地，處於帕爾多山東北74公里，最高點海拔高度2,830米，是恩德比地的最高點。

## 外部連結
- Australian Antarctic Names and Medals Committee (AANMC)